# Park Tae-Hwan
Park Tae-Hwan (n. 27 septembrie 1989, Seul, Coreea de Sud) este un înotător sud-coreean, medaliat olimpic. A participat la 4 ediții ale Jocurilor Olimpice (2004, 2008, 2012, 2016) în care a câștigat o medalie de aur și două medalii de argint.